# Wasserkraftwerk Horster Mühle
Die Horster Mühle ist heute ein Wasserkraftwerk an der Ruhr im Essener Stadtteil Horst. Sie gehört zur Route der Industriekultur.

## Geschichte
Etwa 300 Meter weiter flussaufwärts des heutigen Kraftwerkes befand sich eine Mühle, die erstmals 1319 urkundlich erwähnt wurde. Sie gehörte den Herren von Horst. Die besaßen Ländereien von der Maas bis ins Sauerland. Der Maschinenbauer Franz Dinnendahl (* 1775; † 1826) und sein Bruder Johann wurden als Söhne des Müllers auf der Horster Mühle geboren. Heute erinnert hier eine Gedenktafel an diesen Industriepionier des Bergbaus. Die Mühle wurde 1840 vom Essener Industriellen Friedrich Ludwig Niemann übernommen, der in der Nähe die Villa Vogelsang als Residenz errichten ließ.
1910 ersteigerte der Unternehmer Wilhelm Vogelsang (* 1877; † 1939) aus dem Dammer-Konkurs die Mühle, das Hörster Feld und Umland, Horst und die Residenz, die heutige Villa Vogelsang. Er errichtete mehrere Fabrikgebäude in Backsteinarchitektur und produzierte Carbid unter anderem für die Lampen im Steinkohlenbergbau. Zur Stromerzeugung nutzte er die Wasserkraft der Ruhr. Der Schornstein der Carbidfabrik enthielt helle Steinbänder und den Schriftzug W. Vogelsang. Seit Dezember 2024 wird er Stück für Stück abgetragen, da er nicht mehr standsicher ist. Vogelsang gründete auch die neue Zeche Wohlverwahrt (stillgelegt 1962) weiter oberhalb der Anlage. Von der einstigen Zeche ist heute noch ein Gebäude aus dem Jahre 1915 erhalten. Vogelsang schloss sich nicht dem Carbidsyndikat, einem europäischen Kartell, an. Er verkaufte seine Anteile 1932 nach einer Explosion der Dampfturbine an Industrielle im Rheinland. Das Kraftwerk blieb jedoch bis zu seiner Stilllegung 1971 (nach dem Bruch eines Kronrades) in Betrieb. Die neue Mühle liegt im heutigen westlichen Fabrikteil. Sie wurde als Öl-, Frucht- und Blaumühle betrieben. Das Blau (Thénards Blau) wurde aus Cobalt gebrochen, das aus dem Hespertal am Baldeneysee stammte. Es wurde unter anderem zum Blaufärben der Sklavenkittel für Carolina verwendet.
Der Bauunternehmer Franz Rudolph erwarb 1985 die Anlage zu einem symbolischen Preis von 1 DM und investierte etwa 17 Millionen DM in das denkmalgeschützte Gebäude. Seit 1989 liefert das Kraftwerk wieder Strom in das Netz der RWE. Etwa 2500 Haushalte können mit dem Strom dieses Kraftwerks umweltfreundlich versorgt werden. In die Fabrikgebäude zogen Künstler und Handwerker ein. Auf der gegenüberliegenden Uferseite der Ruhr befindet sich die Schleuse Horst.

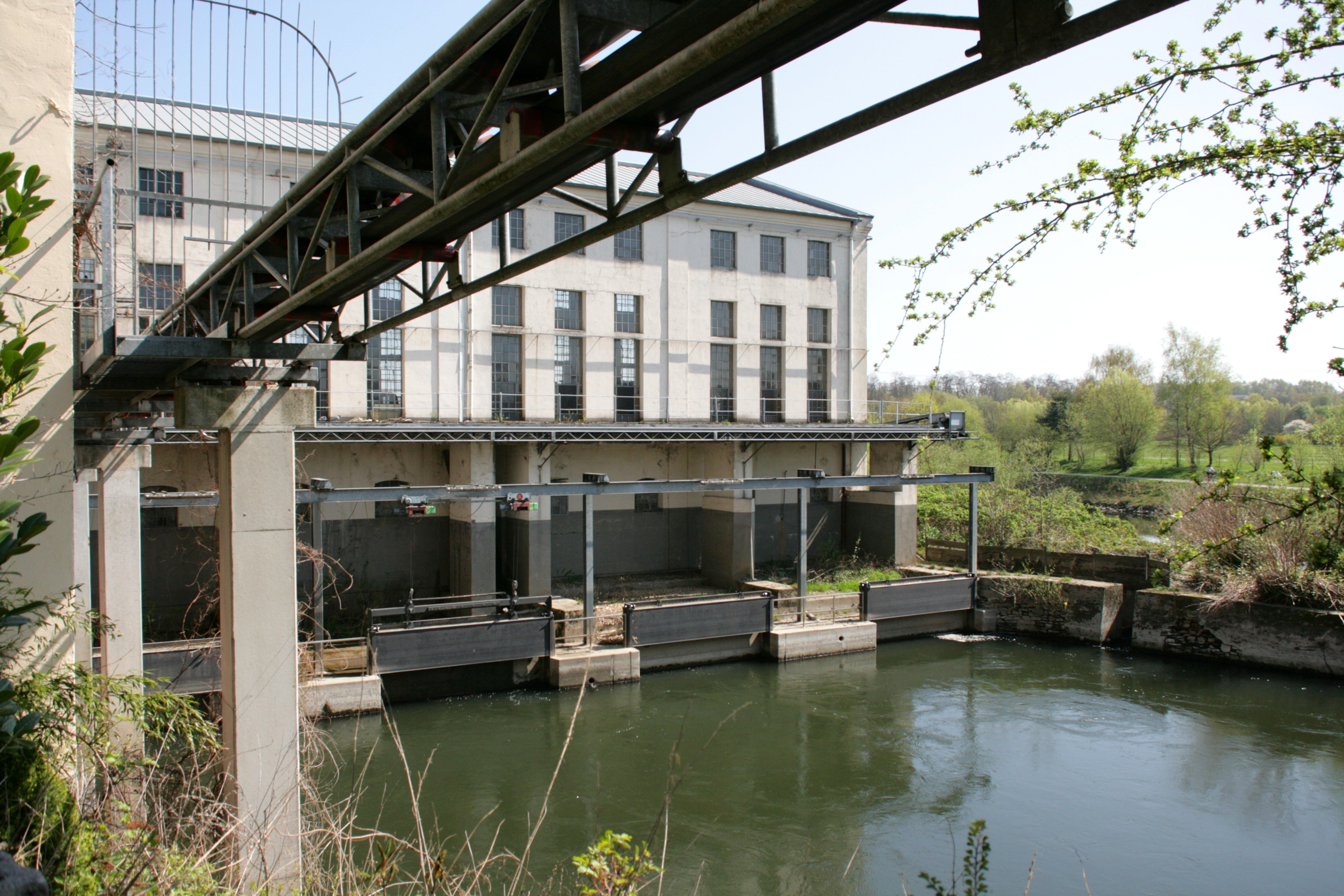
Wasserkraftwerk von Westen
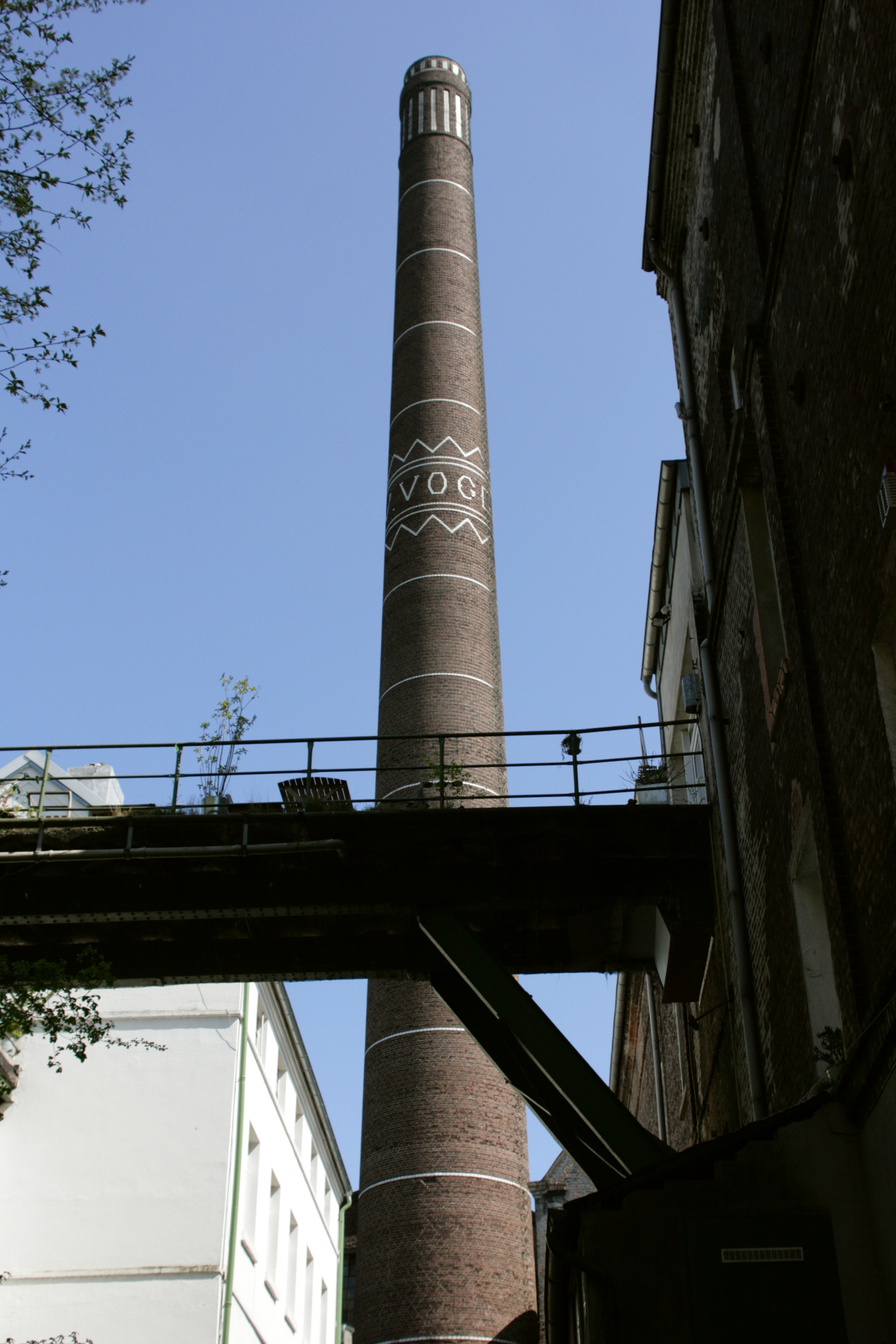
Schornstein der Carbidfabrik
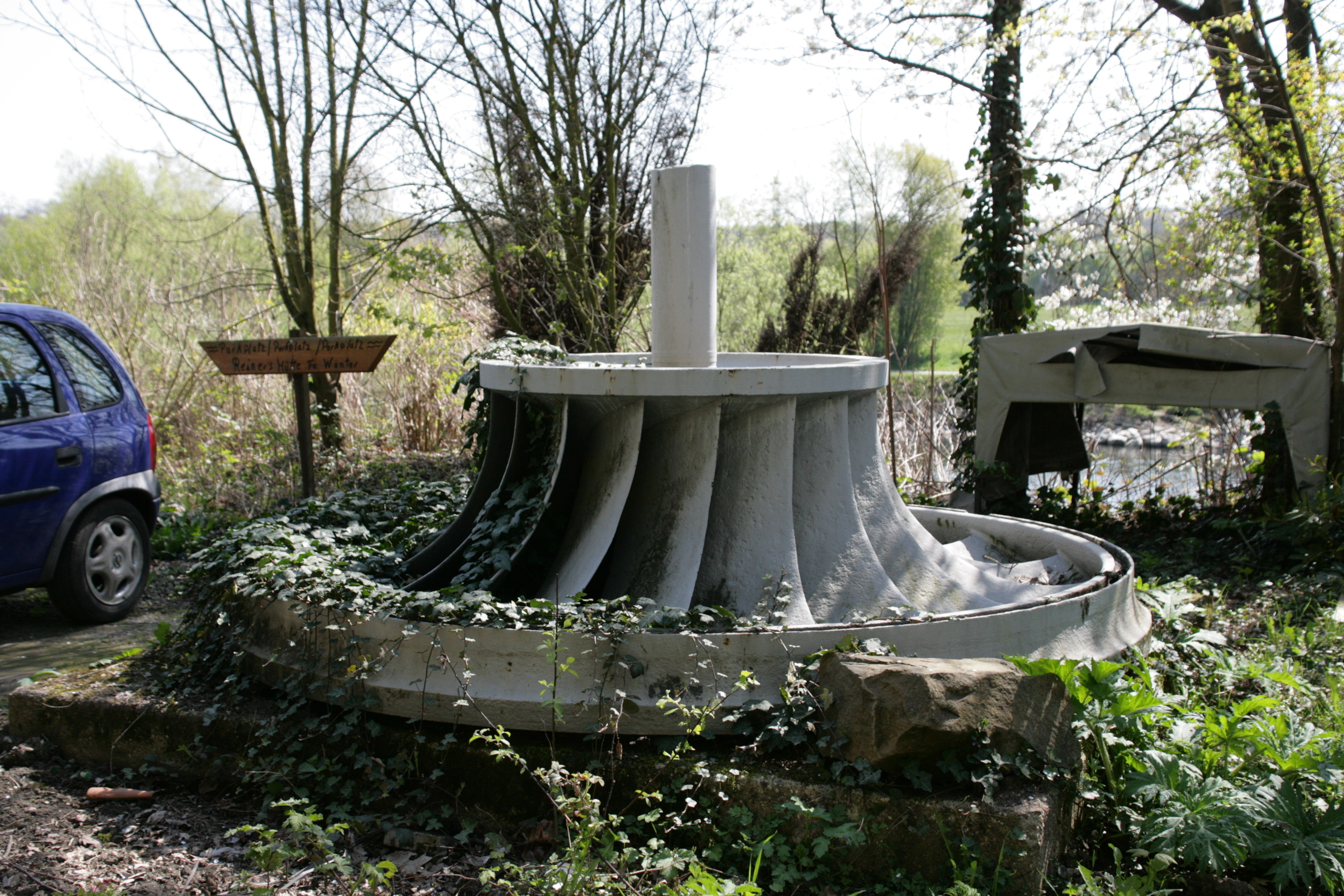
Ehemaliges Turbinenrad
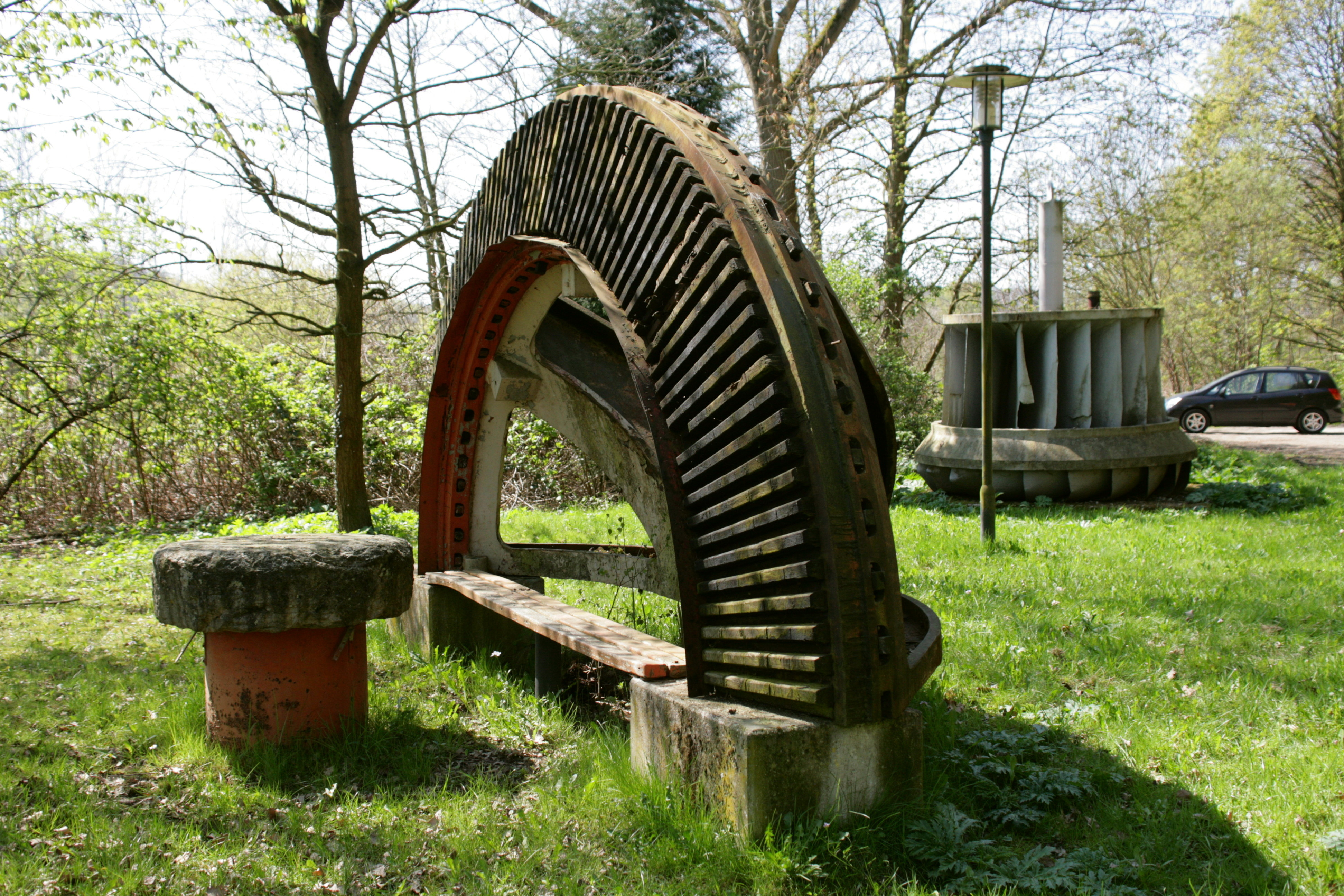
Technikrelikte